# Nik Daschew
Nik Daschew (auch Nik Dashev geschrieben, bulgarisch Ник Дашев; * 13. Oktober 1991 in Sofia, Bulgarien) ist ein bulgarischer Fußballspieler. Daschew wechselte nach dem Ende der Saison 2009/10 zum bulgarischen Erstligisten FC Tschernomorez Burgas. In der Saison 2010/11 feierte Daschew sein Debüt gegen Kaliakra Kawarna, dass von Burgas mit 1:0 gewonnen wurde. Daschew ist der zweite Torwart nach dem Stammspieler Stojan Kolew.